# 81–720/721 Jauza

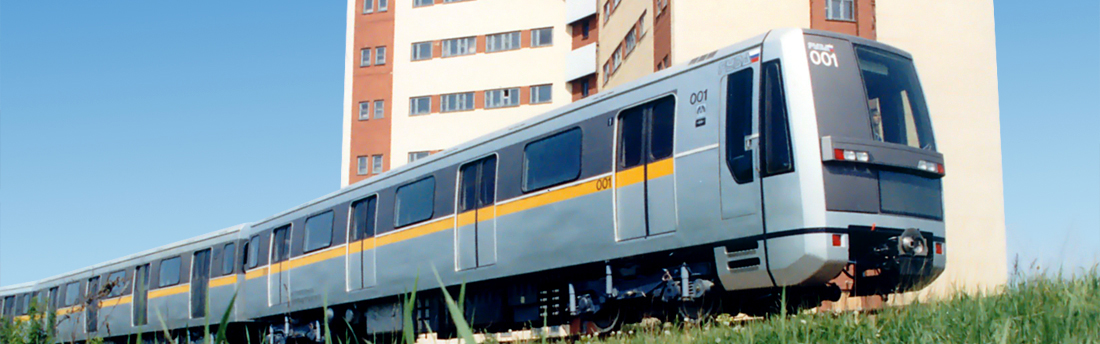
Jauza szerelvény a scserbinkai tesztpályán

A 81–720/721 Jauza (oroszul: Яуза) az orosz Metrovagonmas gépgyár metrókocsi típusa, melyet az 1990-es évek végétől a moszkvai metróban használnak. A szerelvények 81–720 vezérlőkocsikból és 81–721 típusú köztes kocsikból állnak. Tervezése 1987-ig nyúlik vissza, az első kocsit pedig 1990–1991 között építették. Gyártását 2002-ben megbízhatósági okok miatt megszüntették, az üzemeltetési nehézségek miatt a moszkvai metró 2019-ig az összes Jauza szerelvényt kivonta a forgalomból. Továbbfejlesztett változata a 81–740/741 Ruszics.

## Története
Tervezése 1987-ben kezdődött. A Metrovagonmas első olyan járműve, amely szakított a szovjet időszak konstrukciójával és új konstrukciós megoldásokat alkalmaztak. A kocsiszekrény rozsdamentes acélból készült, amit sárgára és szürkére festettek az előző modelleken használt kék helyett. A vezérlőkocsik eleje jellegzetes, modern kialakítású. A járműhöz új forgóvázat készítettek.
Továbbá a régebbi típusú metrókocsikban használatos légcsatornát teljesen elhagyták, és ezt ventilátorokra cserélték, a kocsikban több hely volt, így akár 30-40 ember is elfért bennük. 
Eredetileg a kocsiban található padokat kipárnázták volna, hogy jobban igazodjanak az emberi hát körvonalaihoz, de ezt az ötletet hamar elvetették, és a hagyományos rongálásellenes műanyag székeket szerelték be.
A DK–120 egyenáramú vontatómotort és az impulzusüzemű tirisztoros teljesítményszabályozót a moszkvai Gyinamo Villanymotorgyár fejlesztette ki. A járművön alkalmazott fékenergia-visszanyerés lehetővé teszi a csendesebb és hatékonyabb üzemeltetését.
A Jauzában használt Vityaz–1 ATC-t a Tyihomirov Tudományos Kutatóintézet fejlesztette ki.
1992 végén elkészült egy kísérleti Jauza jármű is, melyet a Gyinamo cég által készített aszinkron vontatómotorral szereltek fel. A tesztelést az Összoroszországi Vasúti Tudományos Kutatóintézet (VNIIZST) scserbinkai tesztpályáján végezték. Mivel a teszthelyszínen nincs harmadik sín, ideiglenesen áramszedővel szerelték fel, hogy használni tudja a 850 V-os felsővezetéket. Ezzel a típussal szemben számos mechanikai vagy szerkezeti probléma merült fel.
1993-ban mutatták be először a nyilvánosság előtt a Polezsajevszkaja metróállomáson.

## Fordítás
Ez a szócikk részben vagy egészben  a(z)   81-720/721 című angol Wikipédia-szócikk fordításán alapul.  Az eredeti cikk szerkesztőit annak laptörténete sorolja fel. Ez a jelzés csupán a megfogalmazás eredetét és a szerzői jogokat jelzi, nem szolgál a cikkben szereplő információk forrásmegjelöléseként.